# Buick Lucerne
O Buick Lucerne é um carro de luxo de porte grande que foi feito pela General Motors. O Lucerne serviu como carro-chefe do Buick até 2011. Em 2012, o Buick LaCrosse tornou-se o principal modelo da Buick.
Nomeado para a cidade de Lucerna, Suíça, serviu como top de linha da Buick até ser substituído pela segunda geração Buick LaCrosse.